# Пата Тетяна Якимівна
Тетяна Якимівна Мартиненко, у шлюбі Пата (20 лютого 1884 — 7 грудня 1976) — українська художниця, майстриня та викладачка петриківського розпису, заслужена майстриня народної творчості УРСР з 1962 року.

## Життєпис
Народилася в бідній багатодітній селянській родині Якима Мартиненка на Катеринославщині.
Маючи хист до малювання, з 14 років заробляла на хліб розписом (квітчанням) коминів печей по хатах до свят або весіль.
Одружившись із теслею Леонтієм Патою, працювала з ним у творчому тандемі, розписуючи скрині, які майстрував чоловік. Скоро слава першої малювальниці прокотилася всією округою.
В 1913 році до Петриківки приїхала петербурзька художниця Євгенія Евенбах, яка, зацікавившись творчістю Тетяни Пати, копіювала її малюнки, запрошувала переїхати до столиці. Проте мисткиня відмовилась залишити рідне село і продовжила плідно працювати.
Вже в той час Пата шукала власний стиль: поруч із поєднанням рожевого з ясно-зеленим брала синю й жовту фарби; на зміну окремому мотиву заповнювала квітами велику площу; замість подрібнено-рясного орнаменту, створювала вінки, смуги, килими. Саме Пата вводить такі принципово нові якості розпису, як асиметричність, дезорнаментальність малюнку.
З ранніх робіт Пати беруть початок такі провідні декоративні елементи і мотиви, як «цибулинка», «кучерявка», «виноград», «калина», «птах на калині». Тетяна Пата також вміло застосувала тональну гаму двох-трьох кольорів.
Після смерті чоловіка у 1914 році в мистецтві знаходила розраду і заробіток, аби прогодувати чотирьох дітей.
Подальшому успіху Тетяни Пати сприяла зустріч з істориком і етнографом Д. І. Яворницьким, що перший сприяв громадському визнанню її творів як справжніх цінностей народного мистецтва. У 1925 році Пата отримала замовлення від Дніпропетровського історичного музею, очолюваного тоді Яворницьким, на виготовлення килиму та двох ескізів розпису коминів.
Писала Пата переважно квіткові букети, які, однак, ніколи не повторювали ні попередніх композиційних схем, ні орнаментальних мотивів.
У 1936 році у складі петриківської делегації майстриня приїздила до Києва на Першу республіканську виставку українського народного мистецтва, яка згодом експонувалася у Москві та Ленінграді. З кінця 1930-х Тетяна Пата стала постійною учасницею обласних, республіканських, союзних і зарубіжних виставок.
У 1960 році Пата створила новий художній образ «Зозуля на калині». В останні роки життя художниця створила серію нових малюнків, що увійшли до альбому «Тетяна Пата» (1973 р.), оформляла книжки та листівки.
7 грудня 1976 року Тетяна Пата померла.
По собі художниця лишила не тільки масштабний спадок творів народного мистецтва, а й нову плеяду майстринь та майстрів петриківського розпису. Це учениці школи декоративного малювання, серед яких: Марфа Тимченко, Євдокія Клюпа, Галина Пруднікова, Іван Завгродній, Марія Шишацька, Василь Соколенко, Федір Панко та інші.

## Визнання
- 1950 року стала членкинею Спілки художників України.
- 1962 присвоєне звання заслуженого майстра народної творчості УРСР.
- Нагороджено медаллю «За трудову відзнаку» та орденом Трудового Червоного Прапора.

## Спогади
Багаторічний директор фабрики петриківського розпису «Дружба» Федір Панко згадував: 
|  | Тетяна Якимівна мені розказувала, що молодою була така гаєна (тобто непосидюча, любителька витівок). Якось батьки поїхали в Полтаву на ярмарок, а вона надумала розмалювати зовні хату. Намалювала соняшники від призьби до самої стріхи. Відійшла, глянула: стріха на соняшниках лежить, а хати наче й немає. Але ось повертаються батько з кумом, звичайно ж, напідпитку. Батько: Тпру! «Кум, а де це ми?». Кум підійшов до хати, довго дивився, потім до нього дійшло: «Так воно ж намальоване!» |

## Вшанування пам'яті
- У місті Дніпро існує вулиця Тетяни Пати